# Konstrukcja neusis
Konstrukcja neusis – konstrukcja geometryczna, w której, w odróżnieniu od konstrukcji klasycznej, oprócz cyrkla używa się linijki z podziałką (z dwoma zaznaczonymi punktami). Przy wykorzystaniu konstrukcji neusis możliwe jest rozwiązanie niektórych problemów, które są niewykonalne w przypadku konstrukcji klasycznej (z linijką bez podziałki), takich jak: trysekcja kąta, podwojenie sześcianu, konstrukcja siedmiokąta, dziewięciokąta lub trzynastokąta foremnego.

## Przykłady użycia

Trysekcja kąta
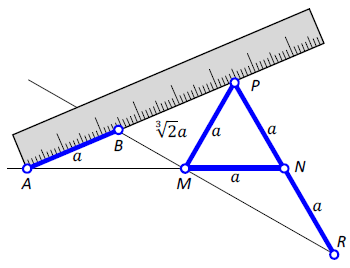
Podwojenie sześcianu (konstrukcja odcinka o długości {\displaystyle a{\sqrt[{3}]{2}}})
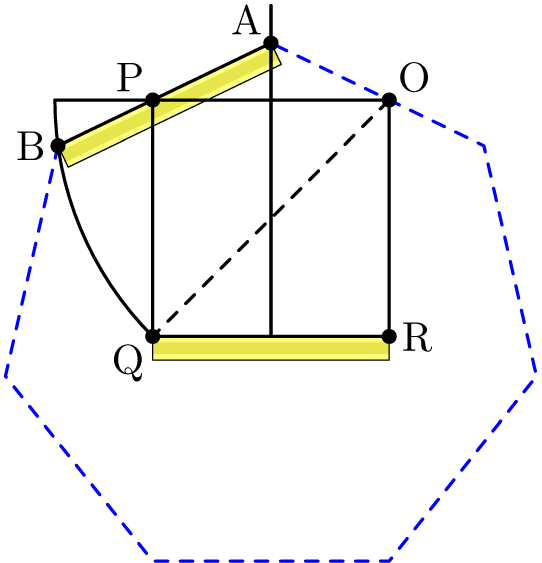
Konstrukcja siedmiokąta foremnego